# (38151) 1999 JT65
1999 JT65 (asteroide 38151) é um asteroide da cintura principal. Possui uma excentricidade de 0.16544060 e uma inclinação de 1.21228º.
Este asteroide foi descoberto no dia 12 de maio de 1999 por LINEAR em Socorro.